# Palazzo Baldovinetti
Palazzo Baldovinetti  è un edificio storico del centro di Firenze, situato in via dei Serragli 21 angolo via Sant'Agostino, zona Oltrarno. Il palazzo appare nell'elenco redatto nel 1901 dalla Direzione Generale delle Antichità e Belle Arti, quale edificio monumentale da considerare patrimonio artistico nazionale.

## Storia
Acquistato da Michele di Leonardo Dati nel 1545, l'edificio rimase alla famiglia fino al 1768. In questo palazzo abitò l'accademico della Crusca Carlo Roberto Dati (1619-1676), allievo di Galileo Galilei e di Evangelista Torricelli, amico di Francesco Redi e di artisti e scienziati spesso riuniti nelle sale di questa residenza a formare quella specie di Accademia nota col nome di "Società Cuculiana" (dal nome del vicino canto alla Cuculia). Passato alla famiglia Baldovinetti, eredi dei Dati, il palazzo fu venduto nel 1890 da Giovanni Tolomei Baldovinetti a Tommaso Rosselli Del Turco (1858-1937).
Al tempo del Garneri l'edificio era segnalato come palazzo Ginanni.

## Descrizione
La facciata si presenta con caratteri tipicamente cinquecenteschi, con portone e finestre incorniciate come consuetudine da bozze in pietra serena, allineate su ricorsi ugualmente in pietra, di vistoso aggetto. Più tardo è il balcone con balaustra in ferro battuto. Il portale ad arco si trova all'estrema sinistra ed ha una cornice in bugne di pietra con giunti orientati a raggiera e chiave di volta cuspidata. Al livello della strada si aprono anche altri portalini usati oggi da esercizi commerciali, probabilmente aperti in un secondo momento. Il primo e il secondo piano sono architettonicamente simili, con una fila ciascuno di eleganti finestre centinate con cornici simili a quelle del portale, sottolineate da scultoree cornici marcapiano sporgenti. All'ultimo piano, al di sotto della gronda particolarmente sporgente, si trova una fila di finestre rettangolari, incorniciate da bugnato liscio. Completa l'insieme il bugnato che evidenzia gli spigoli.
Al termine dell'androne è un cancello in ferro con l'arme dipinta dei Ginanni (trinciato d'oro e di rosso, alla banda d'azzurro attraversante, caricata di tre stelle d'oro).